# Тейлор, Глория
Гло́рия Те́йлор (англ. Gloria Taylor; 1963 — 2013) — канадская кёрлингистка.
В составе женской сборной Канады чемпионка мира (1989). Двукратная чемпионка Канады среди женщин.

## Достижения
- Чемпионат мира по кёрлингу среди женщин: золото (1989).
- Чемпионат Канады по кёрлингу среди женщин: золото (1988, 1989), бронза (1990).

## Команды
| Сезон   | Четвёртый     | Третий       | Второй      | Первый         | Запасной      | Турниры           |
| ------- | ------------- | ------------ | ----------- | -------------- | ------------- | ----------------- |
| 1987—88 | Хизер Хьюстон | Лоррейн Лэнг | Диана Адамс | Трейси Кеннеди | Глория Тейлор | ЧК 1988           |
| 1988—89 | Хизер Хьюстон | Лоррейн Лэнг | Диана Адамс | Трейси Кеннеди | Глория Тейлор | ЧК 1989 · ЧМ 1989 |
| 1989—90 | Хизер Хьюстон | Лоррейн Лэнг | Диана Адамс | Трейси Кеннеди | Глория Тейлор | ЧК 1990           |

(скипы выделены полужирным шрифтом)